# Тейх, Георгий Николаевич
Георгий Николаевич Тейх (13 июня 1906, Павловск, Российская империя — 19 января 1992, Санкт-Петербург, Россия) — советский актёр театра и кино. Заслуженный артист РСФСР (1956).

## Биография
Георгий Тейх родился в Павловске 13 июня 1906 года в семье лифляндских немцев. Отец — Николай Эдуардович Тейх (1862–1917) — архитектор городской управы, построил ряд домов в Петербурге, в том числе больницу Петра Великого. С детства, помимо русского, знал и немецкий язык.
В юности сменил много профессий, прежде чем найти себя в актёрстве. С 1925 по 1936 годы работал в Ленинградском театре ЛОСПС (Ленинградского областного Совета профессиональных союзов), в 1936—1962 годах — актёр Ленинградского ТЮЗа. В 1933 году шесть месяцев трудился в хабаровском Театре Особой Краснознамённой Дальневосточной армии. В 1962—1968 годах — в Ленинградском театре комедии. С 1968 года работал по договорам. Играл в кино, мастер эпизода.
Скончался 19 января 1992 года в Санкт-Петербурге.

## Признание и награды
- Заслуженный артист РСФСР (1956).

## Фильмография
- 1935 — Инженер Гоф — белорусский солдат
- 1936 — Юность поэта — придворный
- 1949 — Академик Иван Павлов — американец
- 1959 — Шинель — важная персона
- 1961 — Планета бурь — Аллан Керн, американский космонавт
- 1961 — Поднятая целина — полковник Седой
- 1961 — Явление Венеры — академик Тауберт
- 1964 — Кюхля — Егор Антонович Энгельгардт, директор лицея
- 1965 — Город мастеров — палач
- 1965 — Залп «Авроры» — министр Временного правительства
- 1965 — На одной планете — посол
- 1967 — Твой современник
- 1968 — Переходный возраст
- 1969 — На пути в Берлин — немецкий тюремщик
- 1969 — Старый дом — чиновник
- 1969 — Последняя реликвия — скрипач
- 1970 — Море в огне — Вольфрам фон Рихтгофен
- 1970 — О любви — профессор Цареградский
- 1970 — Говорящая машина
- 1971 — Гойя, или Тяжкий путь познания
- 1971 — Драма из старинной жизни
- 1972 — Двенадцать месяцев — королевский прокурор
- 1972 — Земля, до востребования — Хуан Гунц
- 1972 — Игрок — крупье
- 1972 — Комитет 19 — Беджер
- 1972 — Принц и нищий — придворный
- 1972 — Солярис — профессор Мессенджер
- 1973 — Комитет 19-ти
- 1973 — Здесь наш дом — Георгий Николаевич
- 1973 — Крах инженера Гарина — хозяин гостиницы
- 1974 — Звезда экрана
- 1974 — Рождённая революцией. Серия 5 Шесть дней. — Пермитин, бывший директор завода
- 1974 — В то далёкое лето — немецкий обер-лейтенант
- 1975 — Дневник директора школы — Генрих Григорьевич
- 1975 — Долгие вёрсты войны — архитектор
- 1977 — Сумка инкассатора — сотрудник музея оружия
- 1977 — Первые радости — жандарм
- 1978 — Билетик на второй сеанс (новелла в киноальманахе «Завьяловские чудики») — тесть
- 1978 — Соль земли — Леонтий Иванович Рослов, профессор
- 1978 — Ярославна, королева Франции
- 1978 — Маршал революции — Александр Васильевич Кривошеин, председатель Правительства Юга России
- 1977—1979 — Открытая книга — доктор Дроздов
- 1979 — Соловей — Советник
- 1980 — Государственная граница. Фильм 1-й: «Мы наш, мы новый…» — Линне, ювелир
- 1980 — Казначейша — Судья
- 1974—1981 — Агония — банкир Дмитрий Рубинштейн
- 1981 — 20 декабря — профессор
- 1981 — Куда исчез Фоменко? — жених Павел Никитович
- 1981 — Личная жизнь директора — сосед Ирины
- 1981 — Наше призвание — Александр Арнольдович Гундобин
- 1981 — Пропавшие среди живых — карточный игрок
- 1981 — Сильва — нотариус
- 1982 — В старых ритмах — Савельев Модест Петрович, профессор консерватории
- 1982 — Возвращение резидента — Гюнтер Гофман, нацистский преступник
- 1982 — Культпоход в театр — директор театра
- 1982 — Ослиная шкура — Мудрец
- 1982 — Остров сокровищ — Слепой Пью, пират
- 1982 — Солнечный ветер — физик
- 1983 — Цокот волшебных копыт
- 1984 — Блистающий мир — богач, приятель Садди Дауговета
- 1984 — И вот пришёл Бумбо… — врач
- 1984 — Макар-следопыт — дед Макара
- 1984 — Рассмешите клоуна — инспектор манежа
- 1984 — ТАСС уполномочен заявить… — магнат Нельсон Грин
- 1984 — Челюскинцы — Алексей Николаевич Крылов
- 1983—1985 — Чокан Валиханов — Гасфорт
- 1986 — Левша — придворный
- 1986 — Михайло Ломоносов — принц Голштинский, дядя Петра III
- 1986 — С днём рождения, или Инкогнито
- 1987 — Гобсек — инвалид
- 1987 — Серебряные струны — Франц Шредер, мастер изготовления щипковых и смычковых инструментов
- 1987 — Сказка про влюблённого маляра — казначей
- 1987 — Три лимона для любимой — швейцар в ресторане
- 1988 — Будни и праздники Серафимы Глюкиной — Яков Михайлович, настройщик, пианист
- 1988 — Эти… три верные карты… — Вольф
- 1989 — А был ли Каротин? — Пфальц
- 1989 — Васька — пациент
- 1989 — Вход в лабиринт — Эразм Роттердамский
- 1989 — Лёгкие шаги — Трофим Пантелеевич Леший
- 1989 — Нечистая сила — Семён Карпович
- 1990 — Всё впереди
- 1990 — Клещ
- 1990 — Ленинград. Ноябрь — Анатолий Михайлович Арсентьев
- 1990 — Адвокат (Убийство на Монастырских прудах) — больной
- 1991 — Год хорошего ребёнка — доктор в ГорОНО
- 1991 — Жена для метрдотеля — богач-иностранец
- 1991 — Счастливые дни — старик
- 1992 — Короткое дыхание любви — друг Ольги Кирилловны
- 1992 — Рэкет — Сергей Сергеевич Колосков (играл Борис Кудрявцев)
- 1992 — Тайна
- 1993 — Аляска Кид — индейский вождь